# Ingatlanhitelezés
Ingatlanhitelezésnek a pénzintézet által, természetes személynek vagy jogi személynek ingatlan célra nyújtott hitelezést  nevezzük. (Ide tartozik a lakáshitelezés is.) Az ingatlanhitelek jelzálog alapú hitelek, amelyek abban térnek el a jelzáloghiteltől, hogy míg az utóbbi szabadon felhasználható, addig az ingatlanhitel kizárólag ingatlanok vásárlására, vagy felújítására fordítható.

## A részt vevő felek
- adós és adóstárs
- készfizető kezes
- technikai kezes
- pénzintézet

## A hitelezés menete
1. foglaló kifizetése az eladónak (általában 10%)
2. adásvételi szerződés elkészítése
3. kölcsönkérelem benyújtása a pénzintézethez a szükséges dokumentumokkal
4. értékbecslés
5. adósminősítés
6. hitelkérelem elbírálása
7. a kérelmező kiértesítése, jelzálogszerződés aláírása a pénzintézettel
8. a pénzintézet bejegyzése az ingatlan lapjára az illetékes földhivatalban
9. a hitel folyósítása az eladónak

## Egyszeri költségek
- értékbecslési díj: az ingatlant felbecsülő szakértő díja (általában 30 ezer forint/ingatlan)
- közjegyzői díj: államilag kamattámogatott hitelnél maximum 55 ezer forint, más esetben nincs maximalizálva; függ az igénybe vett hitel nagyságától is
- folyósítási jutalék/hitelbírálati díj: az igényelt hitelösszeg 0,5-1,5%-a
- ügyvédi díj: az adásvételi szerződés elkészítésénél; az ingatlan árának 1%-a

## Állami támogatások és adókedvezmények
- ha a hitelfelvevő természetes személy, az éves törlesztőrészlet 30%-a (használt ingatlan vásárlásánál), illetve 40%-a (új ingatlan vásárlásánál), de maximum 120 ezer forint az első 5 évben visszaigényelhető a befizetett személyi jövedelemadóból
- Szociálpolitikai támogatási rendszer ("Szocpol", "Félszocpol" 1971 - 2009 között), Lakásépítési támogatás 2011-től, Családok otthonteremtési kedvezménye (CSOK)) 2015 óta[1]